# Iatan
Iatan – wieś w Stanach Zjednoczonych, w stanie Missouri, w hrabstwie Platte. Znajduje się w obszarze metropolitalnym Kansas City.